# Бакши, Михаил Маркович
Михаи́л Ма́ркович Бакши́ (15 апреля 1898, Карасубазар, Таврическая губерния — 1 июля 1937, Москва) — советский военный деятель, комдив (1935).

## Биография
Родился в крымчакской семье торговца. Окончил 6 классов Карасубазарской гимназии, затем трудился на кожевенном заводе. В 1918 году секретарь районного союза кожевников. В 1919 году — секретарь ревкома в Карасубазаре, с того же года — член РКП(б) и с апреля — в РККА, участник Гражданской войны. В 1919 году — красноармеец Феодосийского коммунистического отряда, делопроизводитель политотдела 57-й стрелковой дивизии, начальника информационного отделения и помощника секретаря политотдела этой дивизии. В 1920 году — секретарь военкома 57-й стрелковой дивизии, помощника военкома 170-й бригады этой дивизии, военкома батальона связи и кавалерийского полка, военкома 171-й бригады этой же дивизии; затем — военкома связи 57-й и 4-й стрелковых дивизий. В боях получил ранение.
С января 1922 года — военком кавалерийского полка 8-й Минской стрелковой дивизии и 38-го кавалерийского полка 7-й Самарской кавалерийской дивизии. В 1923—1926 годах — слушатель основного факультета Военной академии имени М. В. Фрунзе. В феврале 1927 года — начальник штаба 79-го стрелкового полка. С июля 1928 года — помощник начальника оперативного отдела штаба Белорусского военного округа. С января 1930 года — заместитель начальника 5-го отдела штаба Белорусского военного округа. С ноября 1930 года — начальник штаба 7-й Самарской кавалерийской дивизии. В 1931—1932 годах — слушатель оперативного факультета Военной академии имени М. В. Фрунзе. В 1932—1934 годах — начальник штаба 11-го механизированного корпуса. В 1934 года — начальник автобронетанковых войск Ленинградского военного округа. В 1934−1936 командир и военком 7-го механизированного корпуса. В конце 1936 года был назначен старшим руководителем кафедры тактики Военной академии механизации и моторизации РККА. В 1937 году — командир 7-й запасной танковой бригады в Уральском военном округе.
Проживал в Свердловске. 15 мая 1937 года был арестован по обвинению в «участии в контрреволюционной террористической организации». 1 июля 1937 года Военной коллегией Верховного суда СССР был приговорён к ВМН, и в тот же день расстрелян в Москве и похоронен на Донском кладбище в неизвестной могиле.
6 июня 1956 года реабилитирован посмертно определением Военной коллегии Верховного суда СССР.

### Звания
- красноармеец, 1919;
- комдив, 20 ноября 1935.

### Награды
- орден Красного Знамени, 1930.